# Fissidens annamensis
Fissidens annamensis är en bladmossart som beskrevs av Jean Édouard Gabriel Narcisse Paris och Brotherus 1909. Fissidens annamensis ingår i släktet fickmossor, och familjen Fissidentaceae. Inga underarter finns listade i Catalogue of Life.